# Alphonse Materne
Alphonse Alfred Materne (Hompré, 2 december 1877 - Brussel, 27 maart 1945) was een Belgisch volksvertegenwoordiger en burgemeester.

## Levensloop
Materne was beroepshalve handelaar. 
Van 1926 tot 1940 en opnieuw in 1944 was hij gemeenteraadslid en burgemeester van Bastenaken.
In 1932 werd hij katholiek volksvertegenwoordiger voor het arrondissement Aarlen en vervulde dit mandaat tot in 1936. In 1939 werd hij opnieuw verkozen en bleef dit mandaat uitoefenen tot aan zijn dood.